# Gouvernement Azarov I
Ukraine
Tymochenko II Azarov II
Le gouvernement Azarov I est le gouvernement ukrainien formé le 11 mars 2010 et ayant démissionné le 24 décembre 2012.

## Historique

### Formation
Le 11 mars 2010, la Rada investit Mykola Azarov Premier ministre avec 242 voix sur 450 députés. Il devient également chef du Parti des régions, succédant au président Viktor Ianoukovytch.
Il est à la tête d'une coalition parlementaire réunissant le Parti des régions, le Parti communiste d'Ukraine et le Bloc Lytvyn, ainsi que quelques députés des autres partis, essentiels pour obtenir la majorité. 
Pour expliquer l'absence de femmes dans son gouvernement, Mykola Azarov affirme, le 19 mars 2010, que la mise en œuvre de réformes en temps de crise n'est pas une « affaire de femmes ».

### Dissolution
Le 3 décembre 2012, Azarov démissionne, rendant son mandat de Premier ministre au président Ianoukovytch, son cabinet continuant à expédier les affaires courantes,

## Composition

### Initiale (11 mars 2010)
| Fonction                                                               | Titulaire | Titulaire                                        | Parti |
| ---------------------------------------------------------------------- | --------- | ------------------------------------------------ | ----- |
| Premier ministre                                                       |           | Mykola Azarov                                    | PR    |
| Premier vice-Premier ministre                                          |           | Andriy Klyouïev                                  | PR    |
| Vice-Premier ministre                                                  |           | Borys Kolesnikov                                 | PR    |
| Vice-Premier ministre                                                  |           | Serhiï Tihipko                                   | SU    |
| Vice-Premier ministre                                                  |           | Viktor Tykhonov                                  | PR    |
| Vice-Premier ministre                                                  |           | Volodymyr Semynozhenko (jusqu'au 02/07/2010)     | Sans  |
| Vice-Premier ministre                                                  |           | Volodymyr Sivkovytch (jusqu'au 13/10/2010)       | PR    |
| Vice-Premier ministre                                                  |           | Viktor Slauta (jusqu'au 13/10/2010)              | PR    |
| Ministre de l'Économie                                                 |           | Vassyl Tsouchko                                  | SPU   |
| Ministre de l'Éducation, des Sciences, de la Jeunesse et des Sports    |           | Dmytro Tabatchnyk                                | PR    |
| Ministre de la Culture et du Tourisme                                  |           | Mykhailo Koulyniak                               | PR    |
| Ministre de la Défense                                                 |           | Mykhaïlo Yejel                                   | PR    |
| Ministre de l'Intérieur                                                |           | Vitaliy Zakhartchenko                            | Sans  |
| Ministre de l'Éducation et de la Science, de la Jeunesse et des Sports |           | Dmytro Tabatchnyk                                | PR    |
| Ministre de la Politique agricole et de l'Alimentation                 |           | Mykola Prysyazhnyuk                              | PR    |
| Ministre de la Justice                                                 |           | Oleksandr Lavrynovytch                           | PR    |
| Ministre des Affaires étrangères                                       |           | Kostiantyn Hrychtchenko                          | PR    |
| Ministre des Finances                                                  |           | Fedir Yarochenko                                 | PR    |
| Ministre du Carburant et de l'Énergie                                  |           | Iouri Boïko                                      | PR    |
| Ministre de l'Écologie et des Ressources naturelles                    |           | Viktor Boïko (jusqu'au 02/07/2010)               | BL    |
| Ministre de l'Écologie et des Ressources naturelles                    |           | Mykola Zlochevsky                                | PR    |
| Ministre des Situations d'Urgence                                      |           | Nestor Choufrytch (jusqu'au 10/07/2010)          | PR    |
| Ministre des Situations d'Urgence                                      |           | Volodymyr Antonets a.i. Mykhailo Bolotskykh a.i. | Sans  |
| Ministre des Situations d'Urgence                                      |           | Viktor Baloha (à partir du 12/11/2010)           | YL    |
| Ministre de la Santé                                                   |           | Zynoviy Mytnyk                                   | PR    |
| Ministre du Développement régional et de la Construction               |           | Volodymyr Yatsouba                               | PR    |
| Ministre de la Vie communale                                           |           | Oleksandr Popov (jusqu'au 17/06/2010)            | PR    |
| Ministre de la Vie communale                                           |           | Youriy Khivritch                                 | Sans  |
| Ministre des Transports et de la Communication                         |           | Kostyantyn Yefymenko                             | BL    |
| Ministre du Travail et de la Politique sociale                         |           | Vasyl Nadraha                                    | BL    |
| Ministre de la Politique industrielle                                  |           | Dmytro Kolyesnikov                               | PR    |
| Ministre de l'Industrie côtière                                        |           | Youriy Yachtchenko                               | PR    |
| Ministre de la Famille, de la Jeunesse et des Sports                   |           | Ravil Safioulline                                | PR    |
| Ministre du Conseil des ministres                                      |           | Anatoliy Tolstoukhov                             | PR    |

### Remaniement du 9 décembre 2010
- Les nouveaux ministres sont indiqués en gras, ceux ayant changé d'attributions en italique.

| Fonction                                                                                            | Titulaire | Titulaire                                                 | Parti |
| --------------------------------------------------------------------------------------------------- | --------- | --------------------------------------------------------- | ----- |
| Premier ministre                                                                                    |           | Mykola Azarov                                             | PR    |
| Premier vice-Premier ministre Ministre du Développement économique et du Commerce                   |           | Andriy Klyouïev                                           | PR    |
| Vice-Premier ministre Ministre des Infrastructures                                                  |           | Borys Kolesnikov                                          | PR    |
| Vice-Premier ministre Ministre de la Politique sociale                                              |           | Serhiï Tihipko                                            | SU    |
| Vice-Premier ministre Ministre du Développement régional, de la Construction et de la Vie communale |           | Viktor Tykhonov (jusqu'au 12/07/2011)                     | PR    |
| Ministre de l'Éducation, des Sciences, de la Jeunesse et des Sports                                 |           | Dmytro Tabatchnyk                                         | PR    |
| Ministre de la Culture                                                                              |           | Mykhailo Koulyniak                                        | PR    |
| Ministre de la Défense                                                                              |           | Mykhailo Yezhel                                           | PR    |
| Ministre de l'Intérieur                                                                             |           | Vitaliy Zakharchenko                                      | Sans  |
| Ministre de l'Éducation et de la Science, de la Jeunesse et des Sports                              |           | Dmytro Tabatchnyk                                         | PR    |
| Ministre de la Politique agricole et de l'Alimentation                                              |           | Mykola Prysyazhnyuk                                       | PR    |
| Ministre de la Justice                                                                              |           | Oleksandr Lavrynovytch                                    | PR    |
| Ministre des Affaires étrangères                                                                    |           | Kostiantyn Hrychtchenko                                   | PR    |
| Ministre des Finances                                                                               |           | Fedir Yarochenko (jusqu'au 18/01/2012)                    | PR    |
| Ministre des Finances                                                                               |           | Valeriy Khorochkovsky                                     | Sans  |
| Ministre de l'Énergie et des Mines                                                                  |           | Iouri Boïko                                               | PR    |
| Ministre de l'Écologie et des Ressources naturelles                                                 |           | Mykola Zlochevsky                                         | PR    |
| Ministre des Situations d'Urgence                                                                   |           | Viktor Baloha                                             | YL    |
| Ministre de la Santé                                                                                |           | Zynoviy Mytnyk (jusqu'au 21/12/2010)                      | PR    |
| Ministre de la Santé                                                                                |           | Illia Yemets (jusqu'au 24/05/2011) Oleksandr Anichtchenko | Sans  |
| Ministre du Développement régional, de la Construction et de la Vie communale                       |           | Anatoliy Blyzniouk (à partir du 12/07/2011)               | Sans  |

### Remaniement du 14 février 2012
- Les nouveaux ministres sont indiqués en gras, ceux ayant changé d'attributions en italique.

| Fonction                                                                      | Titulaire | Titulaire | Parti |
| ----------------------------------------------------------------------------- | --------- | --- | ----- |
| Premier ministre                                                              |           | Mykola Azarov | PR    |
| Premier vice-Premier ministre                                                 |           | Vacant Valeriy Khorochkovsky (à partir du 22/02/2012)                                                              | Sans  |
| Vice-Premier ministre Ministre des Infrastructures                            |           | Borys Kolesnikov                                                                                                   | PR    |
| Vice-Premier ministre Ministre de la Politique sociale                        |           | Serhiï Tihipko | PR    |
| Vice-Première ministre Ministre de la Santé                                   |           | Raïssa Bogatyrova                                                                                                  | Sans  |
| Ministre de l'Éducation, des Sciences, de la Jeunesse et des Sports           |           | Dmytro Tabatchnyk                                                                                                  | PR    |
| Ministre de la Culture                                                        |           | Mykhailo Koulyniak                                                                                                 | PR    |
| Ministre de la Défense                                                        |           | Dmytro Salamatine                                                                                                  |       |
| Ministre de l'Intérieur                                                       |           | Vitaliy Zakharchenko                                                                                               | Sans  |
| Ministre de l'Éducation et de la Science, de la Jeunesse et des Sports        |           | Dmytro Tabatchnyk                                                                                                  | PR    |
| Ministre de la Politique agricole et de l'Alimentation                        |           | Mykola Prysyazhnyuk                                                                                                | PR    |
| Ministre de la Justice                                                        |           | Oleksandr Lavrynovytch                                                                                             | PR    |
| Ministre des Affaires étrangères                                              |           | Kostiantyn Hrychtchenko                                                                                            | PR    |
| Ministre des Finances                                                         |           | Valeriy Khorochkovsky (jusqu'au 28/02/2012) Youriy Kolobov                                                         | Sans  |
| Ministre de l'Énergie et des Mines                                            |           | Iouri Boïko | PR    |
| Ministre de l'Écologie et des Ressources naturelles                           |           | Viktor Boyko (2 juillet 2010) Mykola Zlochevsky (2 juillet 2010 - 20 avril 2012) Edouard Stavytsky (20 avril 2012) | PR    |
| Ministre des Situations d'Urgence                                             |           | Viktor Baloha | YL    |
| Ministre du Développement régional, de la Construction et de la Vie communale |           | Anatoliy Blyzniouk                                                                                                 | Sans  |
| Ministre du Développement économique et du Commerce                           |           | Vacant Petro Porochenko (à partir du 23/03/2012)                                                                   | Sans  |